# Rhipidia (Rhipidia) monophora
Rhipidia (Rhipidia) monophora is een tweevleugelige uit de familie steltmuggen (Limoniidae). De soort komt voor in het Oriëntaals gebied.